# Cálculo mental

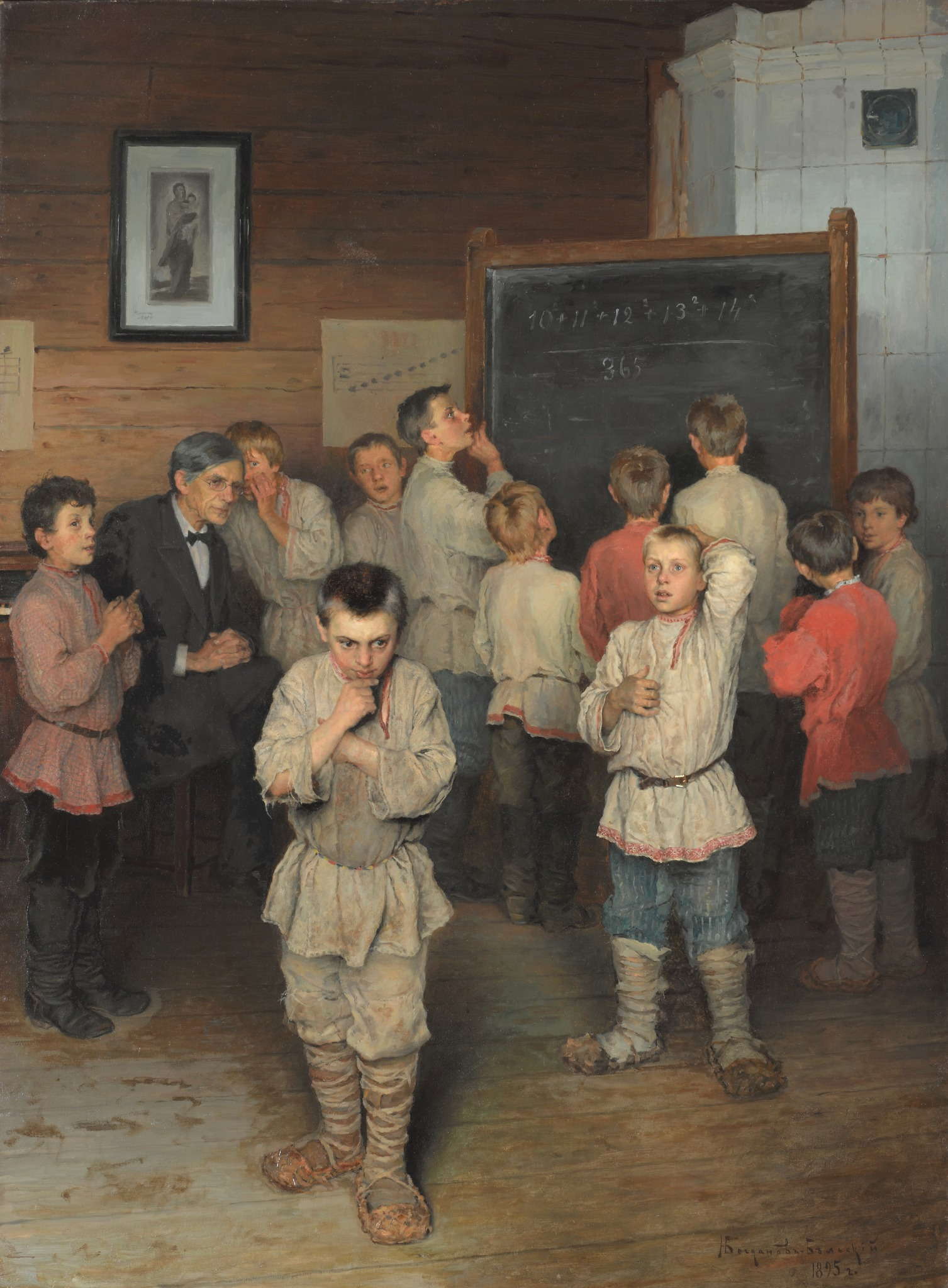
Cálculo mental. En la escuela pública S. A. Rachinski, cuadro de Nikolái Bogdanov-Belski de 1895 en el que unos niños tratan de calcular mentalmente el resultado de la expresión en la pizarra,.

El cálculo mental consiste en realizar cálculos matemáticos utilizando solo el cerebro, sin ayudas de otros instrumentos como calculadoras o incluso lápiz y papel o los dedos para contar fácilmente. El cálculo mental a menudo implica el uso de técnicas específicas diseñadas para tipos particulares de problemas.
Las personas con una capacidad inusualmente alta para realizar cálculos mentales se denominan calculistas mentales. Algunos calculistas pueden realizar operaciones matemáticas muy complejas (como productos de números de 5 o más cifras) mediante el cálculo mental. Sin embargo, los mejores matemáticos muchas veces no coinciden con los mejores calculistas. Igualmente, los grandes calculistas no son los de mejor memoria, dado que las técnicas del cálculo mental y las de potenciación de la memoria son diferentes. Los campeones del mundo y los que figuran el libro Guiness de los records de ambas especialidades (cálculo y memoria) suelen ser siempre diferentes.

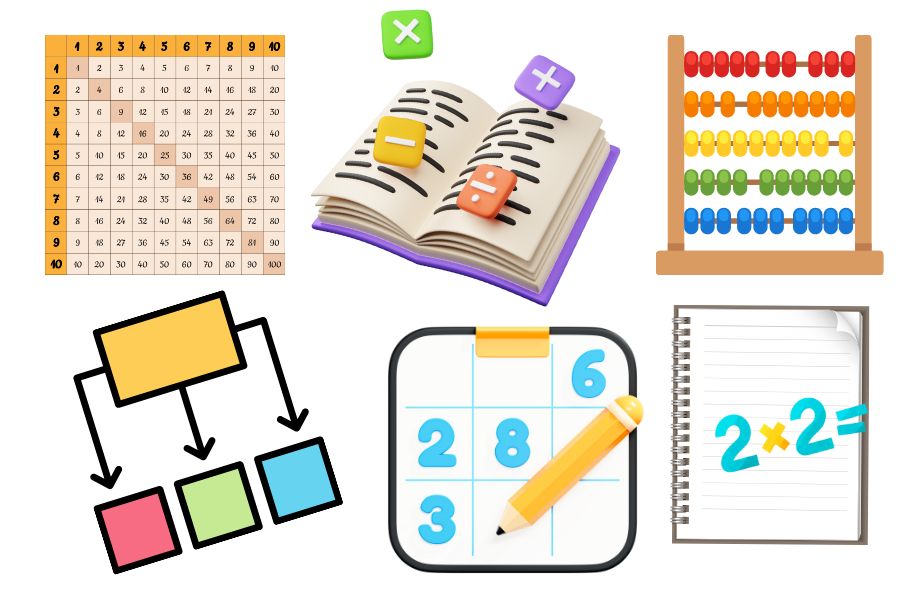
Recursos de apoyo

La práctica del cálculo mental ayuda al estudiante para que ponga en juego diversas estrategias. Entre sus beneficios se encuentran: desarrollo del sentido numérico y de habilidades intelectuales como la atención y la concentración, además de gusto por las matemáticas. Para su enseñanza es aconsejable mostrar el descubrimiento de reglas nemotécnicas.[cita requerida]

## Estrategias

### Sumas y restas
Si no hay acarreos, es decir, si ninguna suma parcial es mayor que 9, las sumas se pueden realizar directamente. Lo mismo ocurre con las restas.
En caso contrario, hay que saber modelar los números de los que se dispone, a veces convirtiendo una suma de dos números en una suma más sencilla de más sumandos, y algo análogo para las restas. Calculistas como Alberto Coto y Jorge Arturo Mendoza Huertas proponen realizar las sumas siempre de izquierda a derecha, aunque haya acarreos.
Ejemplos:
- Calcular 456 + 155:

456 + 155 = 461 + 150 = 511 + 100 = 611 (método tradicional, sumando de derecha a izquierda)
455 + 5 + 151 = 460 + 40 + 111 = 500 + 111 = 611 (llevando el primer sumando a la decena superior, a la centena superior... para acabar realizando una suma más sencilla equivalente a la primera)
456 + 155 = 556 + 55 = 606 + 5 = 611 (sumando de izquierda a derecha)
- Calcular 876 - 98:

876 - 98 = 868 - 90 = 778 (método tradicional, de derecha a izquierda)
876 - 98 = 876 - (100 - 2) = 876-100 + 2 = 776 + 2 = 778 (valiéndose de la proximidad del sustraendo (98) a uno que facilita la resta (100))
876 - 98 = 786 - 8 = 778 (restando de izquierda a derecha)
- Calcular 634-256:

634-256 = 434 - 56 = 384 - 6 = 378 (de izquierda a derecha)

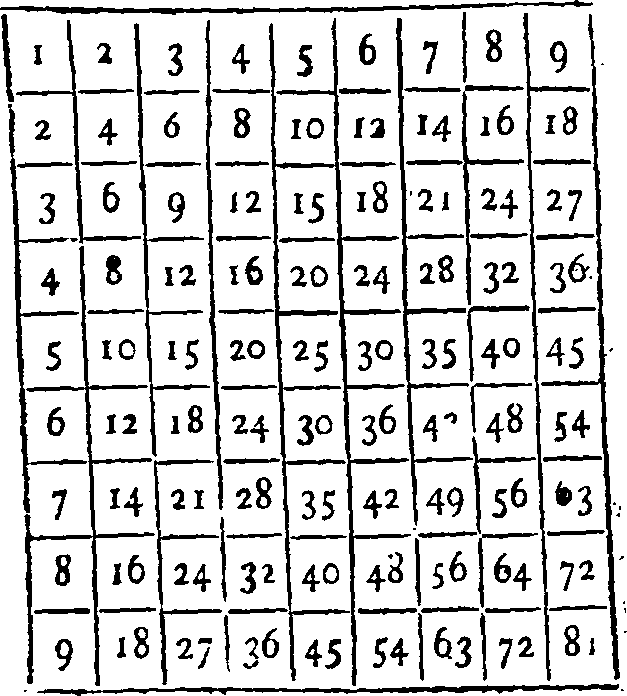
Tablas de multiplicar

### Multiplicaciones y divisiones

#### Duplicación y mediación
Multiplicar por 2 es lo mismo que sumarle al número inicial el mismo número. La duplicación y la mediación son un pilar fundamental de las matemáticas egipcias.
Ejemplo: multiplicar 173 × 16:
Esto se puede hacer por duplicaciones sucesivas: 173 × 16 = 346 × 8 = 692 × 4 = 1384 × 2 = 2768.
La multiplicación y la mediación sirven, en general, para calcular el producto de un número cualquiera por el producto de potencias de 2 y de 5. Multiplicar por 5 es lo mismo que calcular la mitad del número inicial multiplicado por 10, lo que a veces es más fácil de hallar
Ejemplo: multiplicar 376 × 125

Como 125 = 5³ = 10³/2³, se puede hallar la solución añadiendo los tres ceros correspondientes y dividiendo el resultado tres veces por 2.
376 × 125 = 376000/8 = 188000/4 = 94000/2 = 47000.
- 324 x 125 = 324000/8  = 162000/4 = 81000/2 = 40500.

Es útil conocer algunas potencias de 2 y 5 para realizar estas operaciones con soltura.
También se puede utilizar este método para multiplicar por otros números que son sumas de (pocas) potencias de 2 o de 5, como 12 (8 + 4), 130 (125 + 5), 18 (16 + 2), etc.

#### Multiplicación por números cercanos a las potencias de 10
Multiplicar por 9, 11, 99, 101..., es decir, por una potencia de 10 menos 1 (o más 1), se puede hacer mentalmente con un poco de práctica mediante la suma (o resta) de 10n veces el número inicial más (o resta) del número inicial. Sin embargo, es fácil cometer errores al sumar o restar al mezclar, por ejemplo, unidades con decenas.
Ejemplo: multiplicar 28 × 99

28 × 99 = 28 × (100 - 1) = 2800 - 28 = 2772
Otro ejemplo: multiplicar 37 × 121

121 es el cuadrado de 11, así que lo que se pide es lo mismo que multiplicar 37 por 11 y el resultado de nuevo por 11: 37 × 121 = 37 ×(10 + 1) × 11 = (370 + 37) × 11 = 407 × 11 = 4477
Además multiplicar por 11 resulta fácil: se separan las cifras y luego se escribe siempre cifra de las unidades y seguidamente se van sumando grupos de dos cifras seguidas poniendo el resultado o la última cifra de la suma llevando un acarreo de 1 si la suma es mayor que 10, y finalmente se coloca la cifra más significativa, así:
Multiplicar:
12345 × 11 : 1° las unid 5, 5+4=9, 4+3=7, 3+2=5,2+1=3, y finalmente 1; ahora colocar en orden inverso : 135795
8946 × 11 : 1° las unid 6, 6+4=10 (0 y lleva 1), 4+9+1(acarreo)=14 (4 y lleva 1), 9+8+1(acarreo)=18 (8 y lleva 1), y finalmente 8+1(acarreo)=9; ahora colocar en orden inverso : 98406
Análogamente, se puede aplicar esto a las multiplicaciones por potencias de 2, o de 5, más 1. Por ejemplo, 26, 17, 124 y 63.

#### Multiplicación por 37
Primero, basta recordar lo siguiente:
- 37 × 3 = 111
- 37 × 27 = (37 × 3) × 9 = 999 = 1000 - 1

El procedimiento es este:
1. Se divide el otro factor entre 3. Hay que recordar el cociente y el resto. Si el resto es 1, al resultado final habrá que sumar 37; si es 2, habrá que sumar 74.
Ejemplo: en 37 × 94, se toma 94 : 3 = 31, resto 1. Ahora el producto es 111 × 31.
2. Se divide el cociente del paso anterior entre 9. El cociente se multiplica por 999 (= 1000 - 1) y el resto por 111.
En el ejemplo anterior, 31 : 9 = 3, resto 4. Ahora tenemos la suma de dos productos: 999 × 3 (= 2997, o, si se prefiere, 3000 - 3) y 111 × 4 = 444. Como el resto del primer cociente que hicimos era 1, al resultado habrá que sumar 37.
3. Se suma todo.
3000 - 3 + 444 + 37 = 3000 + 444 + 37 - 3 (a menudo es más fácil organizar los términos de esta forma, dejando el número que se resta al final) = 3444 + 34 = 3478.

Una variante es tomar por exceso y no por defecto el cociente de la división del primer paso. Esto significa que se suma uno al cociente y al resto se le restan 3. Así, en lugar de un número de la forma 3 × Q + R (donde R = 1 o 2) tenemos uno de la forma 3 × (Q + 1) + R' (donde R' = -2 o -1, respectivamente), y al resultado final se le restará 74 o 37 (porque el nuevo "resto" de la división es negativo).
Más ejemplos:
37 × 54 = 111 × 18 = 999 × 2 = 2000 - 2 = 1998
37 × 79 (método usual) = 111 × 26 + 37 = 999 × 2 + 111 × 8 + 37 = 2000 - 2 + 888 + 37 = 2925 - 2 = 2923
37 × 79 (variante) = 111 × 27 - 74 = 999 × 3 - 74 = 3000 - 3 - 74 = 3000 - 77 = 2923
Como se puede comprobar, en este caso la variante es más fácil, aunque no tiene por qué ser siempre así. En general, si el factor es uno o dos menos que un múltiplo de 27 (recordar que 37 × 27Q = 999Q), es más sencillo ir a por ese múltiplo de 27.
Si uno de los factores del producto no es 37 pero sí un múltiplo, se puede reformular la multiplicación haciendo que uno de los factores sea 37. Probemos por ejemplo con los siguientes cuadrados:
 74 × 74 = 37 × 2 × 74 = 37 × 148 = 111 × 49 + 37 = 999 × 5 + 111 × 4 + 37 = 5000 - 5 + 444 + 37 = 5444 + 32 = 5476
 111 × 111 = 37 × 3 × 111 = 37 × 333 = 999 × 12 + 333 = 12000 - 12 + 333 = 12321 (en este caso, como ya teníamos el 333, el procedimiento era más sencillo)
 148 × 148 = 37 × 4 × 148 = 37 × 592 = 111 × 198 - 74 (en este caso se vuelve a emplear la variante porque 594 es múltiplo de 27) = 999 × 22 - 74 = 22000 - 22 - 74 = 21904
Métodos así funcionan cuando uno de los factores de la multiplicación tiene a su vez un múltiplo que es una concatenación de nueves. Se trata pues de encontrar ese múltiplo. Otro ejemplo notable es el número 142857. No solo el producto de este número por 7 es igual a 999999, sino que su tabla de multiplicar es muy sencilla, ya que en la cadena 142857142857... basta con tomar seis dígitos consecutivos a partir de una posición dada:
142857 × 1 = 142857
142857 × 2 = 285714
142857 × 3 = 428571
142857 × 4 = 571428
142857 × 5 = 714285
142857 × 6 = 857142
Probemos a calcular el cuadrado de este número de seis cifras (!):
142857 × 142857 = (142857 × 7) × (142857 : 7) = 999999 × 20408 + 142857 (Como el resto de 142857 : 7 da 1, al resultado de la multiplicación hay que sumarle 142857. Es lo mismo que se hacía en la multiplicación por 37) = (1.000.000 - 1) × 20.408 + 128.857 = 20.408.000.000 - 20.408 + 142857 = 20.408.000.000 + 122.449 = 20.408.122.449

#### Igualdades notables y cálculo de cuadrados
Las llamadas igualdades notables pueden aplicarse al cálculo mental:
1. (a + b)² = a² + 2ab + b²
2. (a - b)² = a² - 2ab + b²
3. (a + b) (a - b) = a² - b²

##### Cálculo del cuadrado de un número cualquiera de dos cifras
Las dos primeras identidades se pueden aplicar al cálculo de cuadrados perfectos. Supongamos que queremos calcular 52². 52 = 50 + 2, así que aplicamos la identidad correspondiente al cuadrado de la suma, donde a = 50 y b = 2.
(50 + 2)² = 50² + 2 × 2 × 50 + 2² = 2500 + 200 + 4 = 2704
Más ejemplos:
17² = (10 + 7)² = 10² + 2 × 7 × 10 + 7² = 100 + 140 + 49 = 289
76² = (70 + 6)² = 70² + 2 × 6 × 70 + 6² = 4900 + 840 + 36 = 5776
95² = (90 + 5)² = 90² + 2 × 5 × 90 + 5² = 8100 + 900 + 25 = 9025
Con este método también es fácil calcular el cuadrado de un número con una cifra entera y una decimal, solo hay que acordarse del lugar que ocupa cada cifra:
2,4² = (2 + 0,4)² = 0,1² × 24² = 0,01 × (20² + 2 × 4 × 20 + 4²) = 0,01 × (400 + 160 + 16) = 0,01 × 576 = 5,76
Algoritmo para elevar al cuadrado un número de dos cifras que empieza con 4: (4*10+u)^2 = (15+u) || (10-u)^2 (donde || indica concatenación matemática o unión de cifras)
Ejemplo: Para 47^2 tenemos (15+7)=22 y (10-7)^2 = 09 y así 47^2 =2209, y además  47^2= 40x40 + 40x7x2 + 7x7 = 1600 + 560 + 49 = 2209.
Algoritmo idem, para los que empieza con 5.-
(5*10+u)^2 =(25+u) || u^2; 
Ejemplo: para 53^2 tenemos (25+3)=28 y 3^2 =09 por lo cual 53^2=2809
Algoritmo idem, para los que empiezan con 9.-
(9*10+u)^2= (80+2u)||(10-u)^2; 
Ejemplo: para 96^2 tenemos (80+2*6)=92 y(10-6)^2= 16 así 96^2= 9216
Algoritmo idem, para los de tres cifras que empieza con 10.-
(10*10+u)^2= (100+2u)|| u^2; 
Ejemplo 108^2= (100+2*8)=116 y8^2 =64, por lo que 108^2=11664
Algunos calculistas conocen de memoria las tablas de multiplicar del 1 al 100, por lo que pueden utilizar este método fácilmente para hallar el cuadrado de un número de cuatro cifras o más. Esto solo se consigue tras mucho entrenamiento, pero simplifica enormemente el cálculo como se puede observar:
5782² = (5700 + 82)² = 5700² + 2 × 82 × 5700 + 82² = 32.490.000 + 934.800 + 6724 = 33.431.524

##### Producto de dos números equidistantes de un número cuyo cuadrado es conocido
El número cuyo cuadrado es conocido generalmente será uno acabado en 0. Por ejemplo, a la hora de calcular 58 × 62 nos apoyaremos en el 60, ya que ambos están a la misma distancia (2 unidades) de 60. Aquí se puede utilizar la tercera identidad, la del producto de suma por diferencia, donde a = 60 y b = 2.
(60 + 2) (60 - 2) = 60² - 2² = 3600 - 4 = 3596
Más ejemplos:
77 × 83 = (80 - 3) (80 + 3) = 6400-9= 6391
95 × 105 = (100 - 5) (100 + 5) = 10000-25= 9975
128 × 152 = (140 - 12) (140 + 12) = 19600-144= 19456

##### Cuadrado de un número acabado en 5
El cálculo del cuadrado de un número que acabe en 5 puede simplificarse utilizando la tercera identidad. Aquí a será el número inicial (por ejemplo, 65), y b = 5:
(a + 5) (a - 5) = a² - 25
Por tanto, se tiene que:
(a + 5) (a - 5) + 25 = a²
Si a = 65, el resultado es el siguiente:
65² = 70 × 60 + 25 = 4200 + 25 = 4225.
Más ejemplos:
35 × 35 = 40 × 30 + 25 = 1225
105 × 105 = 110 × 100 + 25 = 11025
255 × 255 = 260 × 250 + 25 = 65025
En este último caso, para calcular 260 × 250 se puede optar por formularlo de esta manera: 260 × 250 = (250 + 10) × 250 = 250² + 2500, y ya sabemos calcular con facilidad 250², así, quedaría 62500 + 2500 + 25 = 65025.
Otra versión para calcular (a5)^2 para cualquier valor de a se calcule a(a+1) que es oblongo y se concatene con 25. Por ejemplo: 
45^2   exige calcular 4*5=20 y concatenarlo con 25 así 45^2=2025
(1005)^2 exige calcular 100*101= 10100 y concatenarlo con 25 así 105^2=1010025

#### Cubos y potencias superiores
El cálculo de cubos y potencias superiores mediante el uso de igualdades notables es progresivamente más difícil, y a menudo es más sencillo hallar la cuarta potencia de un número como el cuadrado de su cuadrado:
954 = (95²)² = 9025² = (9000 + 25)² = 9000² + 2 × 25 × 9000 + 25² = 81.000.000 + 450.000 + 625 = 81.450.625 (Facilita mucho el cálculo el hecho de que la segunda cifra de 9025 sea un cero)

### Raíces

#### Aproximación de raíces cuadradas
Una manera fácil de aproximar la raíz cuadrada de un número es usar la siguiente ecuación:
{\displaystyle {\text{raíz }}\simeq {\text{ raíz cuadrada conocida}}-{\frac {{\text{cuadrado conocido}}-{\text{cuadrado desconocido}}}{2\times {\text{raíz cuadrada conocida}}}}\,}
Cuanto más cerca esté el Cuadrado conocido de lo desconocido, más precisa será la aproximación. Por ejemplo, para estimar la raíz cuadrada de 15, uno podría comenzar con el conocimiento de que el cuadrado perfecto más cercano es 16 (42).
{\displaystyle {\begin{aligned}{\text{raíz}}&\simeq 4-{\frac {16-15}{2\times 4}}\\&\simeq 4-0.125\\&\simeq 3.875\\\end{aligned}}\,\!}
Entonces, la raíz cuadrada estimada de 15 es 3.875. La raíz cuadrada real de 15 es 3.872983... Una cosa a tener en cuenta es que, sin importar cuál fue la suposición original, la respuesta estimada siempre será mayor que la respuesta real debido a la desigualdad de las medias aritmética y geométrica. Por lo tanto, se debería intentar redondear la respuesta estimada hacia abajo.
Téngase en cuenta que si n2 es el cuadrado perfecto más cercano al número de partida x y d = x - n2 es su diferencia, es más conveniente para expresar esta aproximación en forma de fracción mixta como {\displaystyle n{\tfrac {d}{2n}}}. Así, en el ejemplo anterior, la raíz cuadrada de 15 es {\displaystyle 4{\tfrac {-1}{8}}.}. Como otro ejemplo, la raíz cuadrada de 41 es {\displaystyle 6{\tfrac {5}{12}}=6.416} mientras que el valor real es 6.4031...

##### Demostración
Por definición, si  r  es la raíz cuadrada de x, entonces
{\displaystyle \mathrm {r} ^{2}=x\,\!}
Después se redefine la raíz
{\displaystyle \mathrm {r} =a-b\,\!}
donde a es una raíz conocida (4 del ejemplo anterior) y b es la diferencia entre la raíz conocida y la respuesta que se busca.
{\displaystyle (a-b)^{2}=x\,\!}
Expandiendo la fórmula anterior
{\displaystyle a^{2}-2ab+b^{2}=x\,\!}
Si 'a' está cerca del número buscado, 'b' será un número lo suficientemente pequeño como para que el elemento {\displaystyle {}+b^{2}\,} de la ecuación sea insignificante. Por lo tanto, se puede eliminar {\displaystyle {}+b^{2}\,} y reorganizar la ecuación para que
{\displaystyle b\simeq {\frac {a^{2}-x}{2a}}\,\!}
y por lo tanto
{\displaystyle {\text{raíz}}\simeq a-{\frac {a^{2}-x}{2a}}\,\!}
que se puede reducir a
{\displaystyle {\text{raíz}}\simeq {\frac {a^{2}+x}{2a}}\,\!}

#### Extracción de raíces de potencias enteras
A menudo se practica la extracción de raíces de potencias enteras. La dificultad de la tarea no depende tanto del número de dígitos de la potencia entera, como de la precisión, es decir, del número de dígitos de la raíz. Además, también depende del orden de la raíz; encontrar raíces exactas, donde el orden de la raíz es un número coprimo respecto a 10 es algo más fácil, ya que los dígitos se distribuyen de manera consistente, como se muestra en la siguiente sección.

##### Extracción de raíces cúbicas
Una tarea fácil para el principiante es extraer raíces cúbicas de los cubos de números de 2 dígitos. Por ejemplo, dado 74088, determinar qué número de dos dígitos, cuando se multiplica por sí mismo una vez y luego se vuelve a multiplicar otra vez, da 74088. Quien conozca el método sabrá rápidamente que la respuesta es 42, ya que 423 = 74088.
Antes de aprender el procedimiento, se requiere que el ejecutante memorice los cubos de los números del 1 al 10:
| 13 = 1   | 23 = 8   | 3 = 27   | 43 = 64  | 53 = 125   |
| 63 = 216 | 73 = 343 | 83 = 512 | 93 = 729 | 103 = 1000 |

Obsérvese que hay un patrón en el dígito más a la derecha: sumar y restar con 1 o 3. Empezando desde cero: 
- 03 = 0
- 13 = 1 (ha subido 1 desde 0)
- 23 = 8 (ha bajado 3 desde 11)
- 33 = 27 (ha bajado 1 desde 8)
- 43 = 64 (ha bajado 3 desde 7)
- 53 = 125 (ha subido 1 desde 4)
- 63 = 216 (ha subido 1 desde 5)
- 73 = 343 (ha bajado 3 desde 6)
- 83 = 512 (ha bajado 1 desde 3)
- 93 = 729 (ha bajado 3 desde 12)
- 103 = 1000 (ha subido 1 desde 9)

Hay dos pasos para extraer la raíz cúbica del cubo de un número de dos dígitos. Por ejemplo, para extraer la raíz cúbica de 29791, en primer lugar se determina el lugar de las unidades del número de dos dígitos. Como el cubo termina en 1, como se ve arriba, debe ser 1.
- Si el cubo perfecto termina en 0, su raíz cúbica debe terminar en 0.
- Si el cubo perfecto termina en 1, su raíz cúbica debe terminar en 1.
- Si el cubo perfecto termina en 2, su raíz cúbica debe terminar en 8.
- Si el cubo perfecto termina en 3, su raíz cúbica debe terminar en 7.
- Si el cubo perfecto termina en 4, su raíz cúbica debe terminar en 4.
- Si el cubo perfecto termina en 5, su raíz cúbica debe terminar en 5.
- Si el cubo perfecto termina en 6, su raíz cúbica debe terminar en 6.
- Si el cubo perfecto termina en 7, su raíz cúbica debe terminar en 3.
- Si el cubo perfecto termina en 8, su raíz cúbica debe terminar en 2.
- Si el cubo perfecto termina en 9, su raíz cúbica debe terminar en 9.

Téngase en cuenta que cada dígito se corresponde a sí mismo excepto 2, 3, 7 y 8, que simplemente se restan de diez para obtener el dígito correspondiente.
El segundo paso es determinar el primer dígito de la raíz cúbica de dos dígitos observando la magnitud del cubo dado. Para hacer esto, se quitan los últimos tres dígitos del cubo dado (29791 → 29) y se busca el cubo más grande que es mayor (aquí es donde se necesita conocer los cubos de los números del 1 al 10). Aquí, 29 es mayor que 1 al cubo, mayor que 2 al cubo, mayor que 3 al cubo, pero no mayor que 4 al cubo. El primer cubo más grande es mayor que 3, por lo que el primer dígito del cubo de dos dígitos debe ser 3.
Por lo tanto, la raíz cúbica de 29791 es 31.
Otro ejemplo:
- Hallar la raíz cúbica de 456533.
- La raíz cúbica termina en 7.
- Después de quitar los últimos tres dígitos, queda 456.
- 456 es mayor que todos los cubos hasta 7 al cubo.
- El primer dígito de la raíz cúbica es 7.
- La raíz cúbica de 456533 es 77.

Este proceso puede extenderse para encontrar raíces cúbicas de 3 dígitos de longitud mediante el módulo aritmético 11.
Este tipo de trucos se pueden utilizar en cualquier raíz donde el orden de la raíz sea coprimo con respecto a 10; por lo tanto, no funciona con la raíz cuadrada, dado que el índice de la potencia, 2, es un divisor de 10. En cambio, 3 no es divisor de 10, por lo que el método se puede aplicar a las raíces cúbicas.

### Cálculo de logaritmos (en base 10)
Para aproximar el logaritmo común o en base 10 con una o dos cifras significativas, se requiere conocer algunas propiedades de los logaritmos y la memorización de algunos logaritmos. En particular, es necesario saber lo siguiente:
- log(ab) = log(a) + log(b)
- log(a : b) = log(a) - log(b)
- log(0) si existe
- log(1) = 0
- log(2) ~ 0,33
- log(3) ~ 0,48
- log(7) ~ 0,85
- log(10) = 1
- Si a > b, forzosamente log(a) > log (b). En lenguaje matemático, se dice que la función logaritmo es creciente.

A partir de esta información, se puede calcular el logaritmo de cualquier número del 1 al 9:
- log(1) = 0
- log(2) ~ 0,30
- log(3) ~ 0,48
- log(4) = log(2 × 2) = log(2) + log(2) ~ 0,60
- log(5) = log(10 : 2) = log(10) - log(2) ~ 0,70
- log(6) = log(2 × 3) = log(2) + log(3) ~ 0,78
- log(7) ~ 0,85
- log(8) = log(2 × 2 × 2) = log(2) + log(2) + log(2) ~ 0,90
- log(9) = log(3 × 3) = log(3) + log(3) ~ 0,96 (en realidad, se acerca más a 0,95)
- log(10) = 1

El primer paso para aproximar el logaritmo común de un número es expresar dicho número en la notación científica. Por ejemplo, el número 45 en notación científica es 4,5 × 101. En general, tendremos un número de la forma a × 10b, donde a es un número entre 1 y 10.
El segundo paso es utilizar lo que se llama interpolación lineal para estimar el logaritmo que queramos calcular a partir de dos ya conocidos. En el ejemplo del 45 (= 4,5 × 10), se parte de que log(4) ~ 0,60 y log(5) ~ 0,70, y como 4,5 está a medio camino entre 4 y 5, log(4,5) estará aproximadamente a medio camino entre log(4) y log(5), por tanto, será aproximadamente 0,65. En realidad, el resultado correcto siempre es ligeramente mayor de lo esperado, de hecho, log(4,5) = 0,6532125...
El tercer y último paso, una vez obtenido log(a), es sumarle b para obtener el logaritmo deseado. En este caso, como log(4,5) ~ 0,65, basta añadir 1 para obtener log(45) ~ 1,65. El valor real es log(45) ~ 1,6532125...
El mismo proceso se puede emplear para calcular el logaritmo de un número entre 0 y 1. Por ejemplo, 0,045 en notación científica se expresa como 4,5 × 10−2. Hay que tener cuidado con este exponente, que es negativo. Esto dará lugar al resultado log(0,045) ~ 0,65 - 2 = -1,35.
Otro método es calcular el logaritmo del número a partir de una factorización de números cuyos logaritmos sean conocidos. En el ejemplo anterior, 45 = 9 × 5, por tanto, log(45) = log(9) + log(5) ~ 0,96 + 0,70 = 1,66.

## Verificar el resultado
Hay varias formas de comprobar si el resultado al que se ha llegado es el correcto:
- Orden de magnitud: Si, tras multiplicar dos números menores de 100, el resultado es mayor de 10 000, seguro que hay algún problema. En una multiplicación de dos factores, hay que comprobar que el resultado tiene un número de cifras igual, o una unidad mayor (según el caso) que la suma de las cifras de los factores. A menudo los errores en el orden de magnitud se deben a una mala posición de uno de los números a la hora de sumar los productos parciales. Por ejemplo, multiplicar 65 × 205 en lugar de 65 × 25, o viceversa.
- Cifra de las unidades: Consiste en comprobar que la última cifra del resultado es correcta vista la última cifra de cada uno de los números con que se parte. Por ejemplo, 73 × 64 debe terminar en 2, ya que 3 × 4 = 12. Esta verificación permite conocer una cifra con certeza.
- Prueba del nueve: Esta verificación se basa en la suma de las cifras de cada uno de los factores y del resultado hasta que solo queden números de una cifra. Por ejemplo, si nos queda 73 × 64 = 4662, podemos comprobar si es cierto sumando las cifras de cada uno de los números:

7 + 3 = 10, 1 + 0 = 1
6 + 4 = 10, 1 + 0 = 1
4 + 6 + 6 + 2 = 18, 1 + 8 = 9
Sin embargo, 1 × 1 no es igual a 9, así que el resultado no es correcto. Habría que revisar de nuevo la multiplicación o realizarla de nuevo. (El resultado correcto es 4672) Este método es bueno para detectar errores de acarreo.

## La aritmética mental como habilidad psicológica
La actividad física a un nivel adecuado realizada con antelación, puede conducir a un aumento en el rendimiento de una tarea intelectual, como hacer cálculos mentales. Sin embargo, se ha demostrado que durante niveles altos de actividad física se produce un efecto negativo sobre el desempeño de tareas mentales. Esto significa que demasiado trabajo físico puede disminuir la precisión y el rendimiento de los cálculos matemáticos mentales. También se ha demostrado que las mediciones fisiológicas, específicamente las de electroencefalografía (EEG), son útiles para evaluar la carga de trabajo mental. El uso de un EEG como medida de la carga de trabajo mental después de diferentes niveles de actividad física puede ayudar a determinar el nivel de esfuerzo físico que será más beneficioso para el rendimiento mental. El trabajo anterior realizado en la Universidad Tecnológica de Míchigan por Ranjana Mehta incluye un estudio reciente que contó con sujetos que participaron en la realización de tareas mentales y físicas. El estudio investigó los efectos de la actividad mental sobre el rendimiento físico en diferentes niveles de esfuerzo físico, y finalmente encontró una disminución en el rendimiento físico cuando las tareas mentales se completaron al mismo tiempo, con más significación estadística en el nivel más alto de carga de trabajo físico. La tarea de Brown–Peterson, un procedimiento ampliamente conocido que emplea aritmética mental utilizado principalmente en experimentos cognitivos, sugiere que la resta mental es útil para probar los efectos que el ejercicio mental puede tener sobre la persistencia de la memoria a corto plazo.

## Importancia del calculo mental[8][9]
El cálculo mental es una habilidad necesaria para que los estudiantes logren resolver problemas cotidianos, estimar resultados y tomar decisiones informadas. La investigación educativa en México menciona que practicarlo de forma frecuente, variada, con sentido e incluso divertida mejora la fluidez, la comprensión de los números, la lógica y el razonamiento matemático. 

#### ¿Para qué sirve?[10][11]
- Para estimar resultados inmediatos antes de calcular con exactitud (ejemplo: ofertas en tiendas).

- Para elegir estrategias eficientes (descomponer, compensar, igualar y utilizar las propiedades como la conmutativa o distributiva).

- Para verificar procedimientos escritos o de calculadora.
- Mejorar la comprensión de los números y sus relaciones.
- Desarrollar la lógica en la vida cotidiana.
- Realizar algoritmos de operaciones básicas.
- Desarrolla la concentración y razonamiento.
- Desarrolla la confianza en las habilidades matemáticas.
- Logra la comprensión profunda de los conceptos matemáticos.

#### Habilidades que desarrolla[12]
- Pensamiento lógico y toma de decisiones informadas.
- Resolución de problemas.

- Gestión del tiempo y autocontrol.

- Comunicación matemática.
- Seguridad para realizar operaciones básicas.

## Competiciones de cálculo mental

### Campeonato Mundial de Cálculos Mentales
El primer Campeonato Mundial de Cálculos Mentales tuvo lugar en 1997 en el mes de abril. Este evento se repite todos los años, y consiste en una serie de tareas diferentes, como la suma de diez números de diez dígitos, la multiplicación de dos números de ocho dígitos, el cálculo de raíces cuadradas, el cálculo de los días de la semana para fechas determinadas, el cálculo de raíces cúbicas y algunas tareas diversas sorpresa.

### Copa del Mundo de Cálculo Mental
El primer Campeonato Mundial de Cálculo Mental (Copa del Mundo de Cálculo Mental) tuvo lugar en 2004, y se celebra cada dos años. Consiste en seis tareas diferentes: suma de diez números de diez dígitos, multiplicación de dos números de ocho dígitos, cálculo de raíces cuadradas y cálculo de días de la semana para fechas determinadas, cálculo de raíces cúbicas y algunas tareas diversas sorpresa.

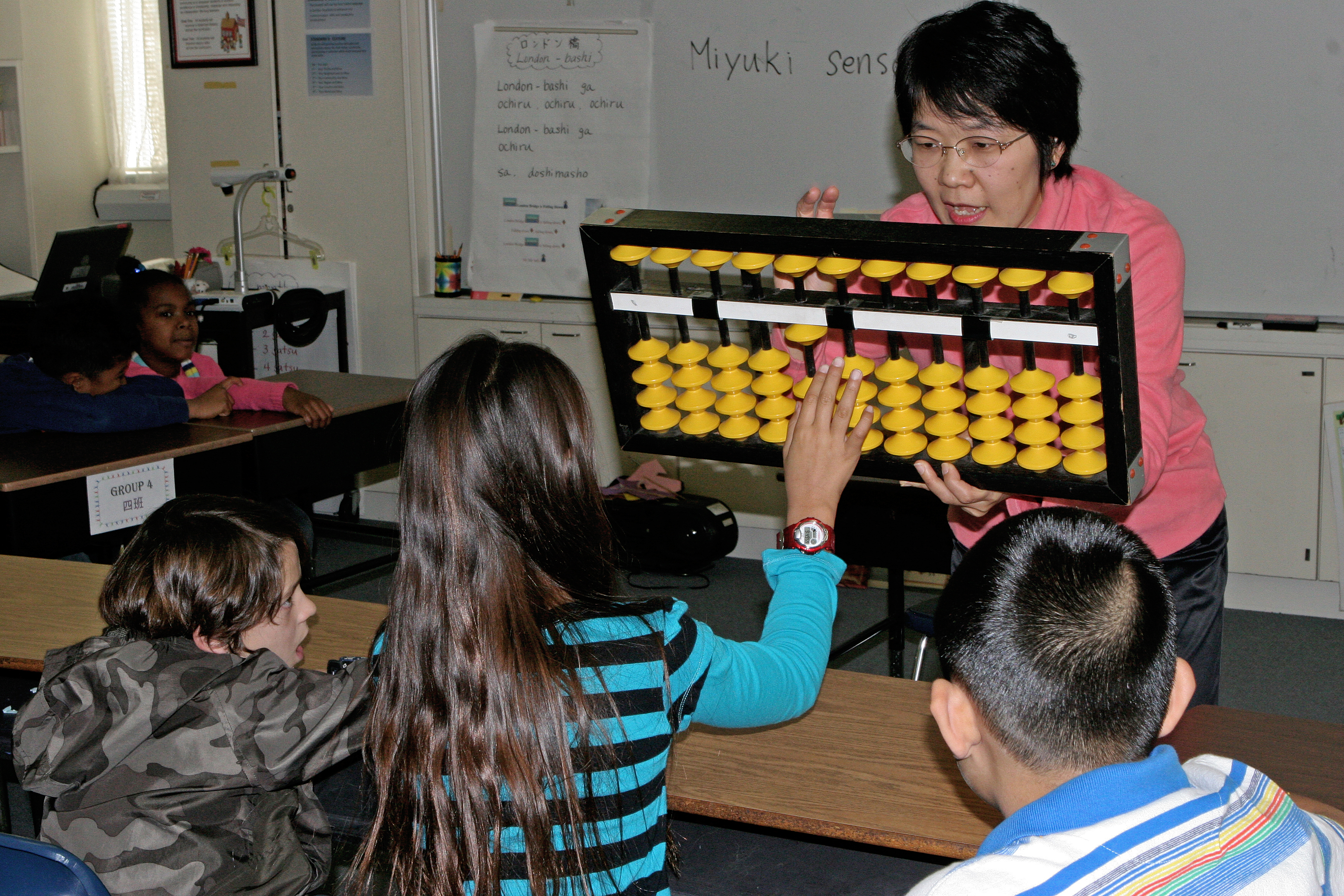
Entrenamiento previo de calculo mental.

### Memoriad - Olimpiadas Mundiales de Memoria, Cálculo Mental y Lectura Veloz
El Memoriad es la primera prueba que combina concursos de "cálculo mental", "memoria" y "lectura fotográfica". Los juegos y competiciones se llevan a cabo en el año de los Juegos Olímpicos, cada cuatro años.
El primer Memoriad se celebró en Estambul, Turquía, en 2008. La segunda edición tuvo lugar en Antalya, Turquía, del 24 al 25 de noviembre de 2012. Participaron 89 competidores de 20 países. Se entregaron trofeos y premios en metálico para 10 categorías en total; de las cuales 5 categorías tenían que ver con cálculo mental (suma mental, multiplicación mental, raíces cuadradas mentales (no enteras), cálculo de fechas del calendario mental y Flash Anzan).